# Sangrado en la etapa inicial del embarazo
El sangrado en la etapa inicial del embarazose refiere al sangrado antes de las 24 semanas de edad gestacional.  Las complicaciones pueden incluir el shock hemorrágico.  Las inquietudes aumentan en aquellas que han perdido la conciencia, tienen dificultad para respirar o dolor en el hombro. 
Las causas comunes incluyen el embarazo ectópico y la posibilidad de aborto espontáneo.  La mayoría de los abortos espontáneos ocurren antes de las 12 semanas de gestación.  Otras causas incluyen sangrado de implantación, enfermedad trofoblástica gestacional , pólipos y cáncer cervical.  Las pruebas para determinar la causa subyacente generalmente incluyen un examen con espéculo, ultrasonido y hCG. 
El tratamiento depende de la causa subyacente.  Si se ve tejido en la apertura cervical, este debe retirarse.  En aquellas en quienes el embarazo es en el útero y en quienes tienen sonidos cardíacos fetales, la observación es generalmente lo apropiado.  La inmunoglobulina anti-D generalmente se recomienda en aquellas que sean Rh negativo.  Ocasionalmente se requiere de cirugía. 
Alrededor del 30% de las mujeres tienen sangrados en el primer trimestre (0 a 12 semanas de edad gestacional).  El sangrado en el segundo trimestre (12 a 24 semanas de edad gestacional) es menos común.  Alrededor del 15% de las mujeres que se dan cuenta de que están embarazadas tienen un aborto espontáneo.  El embarazo ectópico ocurre en menos del 2% de los embarazos. 

## Causas
Las causas de sangrado en el primer trimestre incluyen:
- Aborto (espontáneo), también conocido como aborto involuntario.  Un estudio llegó al resultado de que el riesgo de aborto espontáneo durante el transcurso del embarazo con solo un spotting durante el primer trimestre fue del 9% y con un ligero sangrado del 12%, en comparación con el 12% en los embarazos sin sangrado durante el primer trimestre.  Sin embargo, se estimó que el sangrado abundante en el primer trimestre tenía un riesgo de aborto espontáneo del 24%.[6]
- Neoplasia trofoblástica gestacional
- Embarazo ectópico, el cual implica un embarazo fuera del útero, comúnmente en las tubas uterinas, lo que puede llevar a un sangrado interno que podría ser fatal si no se trata.  En los casos en que hay sangrado abundante y una ecografía obstétrica ayuda a diagnosticar un embarazo en una ubicación desconocida (sin un embarazo intrauterino visible), se ha estimado que aproximadamente un 6% tiene un embarazo ectópico subyacente.[7]
- Sangrado de implantacion
- Hematoma coriónico
- Spotting
- Causas originarias del tracto genitourinario inferior
- Sangrado vaginal
- Sangrado cervical

Otras causas del sangrado en la etapa inicial del embarazo pueden incluir:
- Sangrado postcoital, que es un sangrado vaginal después de las relaciones sexuales lo cual puede ser normal con el embarazo
- Causas iatrogénicas o sangrado debido a tratamiento o intervención médica, como el uso de esteroides sexuales, anticoagulantes o dispositivos anticonceptivos intrauterinos[8]
- Infección[9]